# Westermient
Westermient ist ein Weiler in der Gemeinde Texel in der niederländischen Provinz Nordholland.
Westermient liegt westlich von Den Burg im Westen der Insel Texel. Geografisch gab es hier ursprünglich zwei große Seen mit sumpfigem Heideland drumherum. Sand-Dünen grenzten das Gebiet zur Nordsee ab. Immerhin lag das Land höher als die Polder. Es konnte also genutzt werden. Jener Teil der Landschaft, der vom benachbarten Dorf De Koog genutzt wurde, erhielt den Namen Koogermient, der übrige Teil hieß seitdem Westermient.

## Geschichte
Im 17. Jahrhundert wurde ein Teil von Westermient an zwei Leinen-Bleicherei-Betriebe vergeben. Mit dem Aufkommen neuer Textilmoden im 18. Jahrhundert verlor zunächst De Oude Bleekerij 1731 ihre Wirtschaftlichkeit und wurde aufgegeben. Das andere Gebäude, De Nieuw Bleekerij, blieb noch bis 1775 in Betrieb. Mit der Stilllegung der Betriebe sackte der allgemeine Lebensstandard vor Ort ab.
Im Jahre 1918 ließ der Gemahl der niederländischen Königin Wilhelmina, Prinz Prinz Hendrik, in Westermient ein großes Wohnhaus errichten. Die Gegend war menschenarm und damit ideal für Yachtausflüge und Feiern. Gegenwärtig dient das ’t Mienthuis für einen Teil des Jahres als Gästehaus.

## Gegenwart
Der andere prominente Bewohner Westermients war der 2007 verstorbene niederländische Bildhauer und Schriftsteller Jan Wolkers. Er hat sogar ein schmales Buch über die Gegend veröffentlicht.
Ein großer Teil des Gebiets besteht gegenwärtig aus Buschland und Dünen. Der Nationalpark Duinen van Texel geht hier vorbei. Am Rande gibt es Weideland sowie einige wenige Wohnhäuser.